# Quintanas
Quintanas es la denominación que corresponde tanto a una localidad como a una Entidad Local Menor, en Castilla la Vieja, hoy comunidad autónoma de Castilla y León, provincia de Burgos (España). Está situada en la comarca de Páramos y en la actualidad es capital del Ayuntamiento de Valle de Valdelucio.

## Corporación Municipal
- Alcalde

D. José Alonso Arroyo (AVV) 
- Alcalde pedáneo

José Antonio Calvo Val del Partido Popular.
- Entidades Locales Menores

Barrio-Lucio, Corralejo, Escuderos, Fuencaliente de Lucio, La Riba de Valdelucio, Llanillo, Mundilla, Paul, Pedrosa de Valdelucio, Renedo de la Escalera, Solanas de Valdelucio, Villaescobedo 
- Mancomunidades: Peña-Amaya

- Zona Turística: Páramos

- Partido Judicial: Burgos

## Población
En 2024 tenía 53 habitantes (INE).

## Situación
En el valle formado por el río Lucio, también conocido como de Hoz. Dista 68 km de la capital de la provincia siguuiendo la carretera BU-621, por Humada y Villadiego
Wikimapia/Coordenadas: 42°43'6"N 4°7'17"W

## Zona Turística:Páramos / Sedano y Las Loras
- "Sedano y las Loras"

Municipios: Basconcillos del Tozo, Humada, Los Altos, Rebolledo de la Torre, Sargentes de la Lora, Tubilla del Agua, Úrbel del Castillo, Valle de Sedano y Valle de Valdelucio.
En el noroeste de la provincia de Burgos se localiza un extenso territorio que semeja un encantado laberinto de roca, agua y verdor. Una apretada y espectacular sucesión de cañones, parameras y loras que definen una personal y contrastada geografía. Una privilegiada región en la que todavía palpita la más pura Naturaleza y en la que el viajero recobrará el ritmo de la más añorada vida tradicional.
Una encrucijada en la que la historia y la secular actividad humana han dejado una irrepetible y brillante huella. En definitiva, un paraíso para disfrutar del más atractivo turismo rural, viajar en el tiempo por la ruta de los dólmenes, descubrir la legendaria Peña Amaya, sorprenderse con un interesante conjunto de iglesias románicas, saborear varios pueblos con encanto y practicar senderismo, rafting y otros deportes de aventura en los cañones del Ebro y el Rudrón. 
Las tierras de Sedano y Las Loras forman una bien comunicada zona turística de la que basta mencionar su nombre para sumergirse en una sucesión de agradables e irrepetibles sensaciones.

## ¿Qué ver?
- Monumentos Románicos más emblemáticos:

- Iglesia de san Julian y Santa Basilisa

Ubicación: REBOLLEDO DE LA TORRE (BURGOS)
Categoría: MONUMENTO  Archivado el 2 de diciembre de 2021 en Wayback Machine.
- Iglesia de San Esteban (Moradillo de Sedano)

Ubicación: MORADILLO DE SEDANO – VALLE DE SEDANO (BURGOS)
Categoría: MONUMENTO 
- Iglesia de San Esteban

Ubicación: BAÑUELOS DEL RUDRÓN – TUBILLA DEL AGUA (BURGOS)
Categoría: MONUMENTO
- Iglesia Santa María la Mayor

Ubicación: FUENTE URBEL - BASCONCILLOS DEL TOZO (BURGOS)
Categoría: EIC (Elementos de Interés Cultural de Carácter Local)

- Iglesia Santa María

Ubicación: LA PIEDRA - BASCONCILLOS DEL TOZO (BURGOS)
Categoría: EIC (Elementos de Interés Cultural de Carácter Local)

## Otras Joyas Románicas
- Albacastro: Según la Asociación Hispania Nostra se trata de uno de los templos prerrománicos más singulares de Castilla y León.
- Ahedo de Butrón: Excepcional portada, con su tímpano, arquivolta y capiteles.
- Escalada: Excelente portada, con Moradillo de Sedano y Ahedo de Butrón como fuente de inspiración.
- Escóbados de Abajo Ermita: Variada y excepcional escultura, vegetal y animal.
- Gredilla de Sedano: Destaca especialmente el tímpano de la portada con la escena de la Anunciación-Coronación de la Virgen.
- Huidobro: Portada con ricas labores escultóricas
- Tablada del Rudrón Ermita: No debes perderte el tímpano. Aparece en el centro Cristo-Juez, resucitado y con las manos elevadas como queriendo mostrar sus llagas.

## Valle del Valdelucio
TODO el Románico 
- Corralejo: Iglesia de San Román
- Fuencaliente de Lucio: Iglesia de San Juan Bautista Degollado
- Pedrosa de Valdelucio: Iglesia de Santa Eulalia
- Pedrosa de Valdelucio: Ermita de Nuestra Señora de la Vega
- Renedo de La Escalera: Iglesia de Nuestra Señora de la Asunción
- Solanas de Valdelucio: Iglesia de San Cristóbal
- Villaescobedo: Iglesia de Nuestra Señora de la Concepción

## Historia
Lugar que formaba parte de la Cuadrilla de Valdelucio en el Partido de Villadiego, uno de los catorce que formaban la Intendencia de Burgos, durante el periodo comprendido entre 1785 y 1833, en el Censo de Floridablanca de 1787, jurisdicción de señorío siendo su titular el Duque de Frías, alcalde pedáneo.

## Economía
La estructura económica se fundamenta en la agricultura. Carece de actividad industrial.
Dentro de la agricultura, esta se fundamenta en el cultivo de la patata, y en menor medida del secano, fundamentalmente trigo y cebada.
Existen infraestructuras de regadío para los cultivos de patata. En diferentes variedades de consumo y siembra.
Es está una de las pocas zonas productoras de España, pues en este caso, el fresco clima veraniego permite obtener un producto de calidad, exento de virosis y enfermedades degenerativas, tan frecuentes en la patata.

## Parroquia
De estilo renacentista (enlace roto disponible en Internet Archive; véase el historial, la primera versión y la última).
- Párroco: Epifanio Puertas Mínguez